# اتحادیه المپیک هند
اتحادیه المپیک هند (انگلیسی: Indian Olympic Association) یک سازمان ورزشی است که نماینده کشور هند در کمیته بین‌المللی المپیک می‌باشد.
این سازمان که در سال ۱۹۲۴ تأسیس شده مسئول آماده‌سازی و اعزام ورزشکاران به بازی‌های المپیک، بازی‌های المپیک جوانان و بازی‌های آسیایی است.